# 李少芸
李少芸（1916年—2002年7月21日），原名李秉達，別名李小雲。廣東番禺人。香港粵劇劇作家及班政家、電影編劇及監製。香港粵劇名伶余麗珍之丈夫。

## 生平
李少芸出生於書香世家，自小在廣東番禺長大，素有文學修養，並鍾愛廣東音樂、粵曲和粵劇。年少時經常參與廣州音樂社團的演出，及後專注於從事粵劇編劇的工作。1930年代初，李少芸獲粵劇名伶薛覺先賞識，為其所創辦的覺先聲劇團編撰粵劇《歸來燕》，乃李少芸所編首部粵劇作品。其後，李氏為覺先聲劇團先後編撰《陌路蕭郎》、《曹子建》、《妒雨酸風》、《再度劉郎》等粵劇。1940至1950年代，李少芸所編的名劇則包括為何非凡組織的非凡響劇團所編撰並由何非凡主演的《風雨泣萍姬》（1940年代）、為新馬師曾、鄧碧雲及廖俠懷組織的勝利年劇團所編撰並由新馬師曾主演的《文素臣》（1940年代），以及為李少芸及余麗珍組織的大鳳凰劇團所編撰並由新馬師曾主演的《光緒皇夜祭珍妃》（1950年）。此外，李氏編寫的名劇還包括由紅線女主演的《紅白牡丹花》（1952年）以及由任劍輝主演的《真假武潘安》（1952年）等。
香港日佔時期期間，李少芸曾為羅品超組織的光華劇團編撰《宏碧緣》、《王寶釧》、《北河會妻》、《花街慈母》等粵劇。當時，光華劇團的正印花旦乃余麗珍，由於李少芸與其長期合作，二人日久生情，後結為夫婦。香港重光後，余麗珍主演的不少粵劇皆為李少芸所撰的劇本，包括1940年代的《趙飛燕》、《燕子樓》、《三月杜鵑魂》、《淒涼姊妹碑》、《斷腸姑嫂斷腸夫》、《落花時節落花樓》等，以及1950年代的《十奏嚴嵩》、《新封神榜》、《七彩蝴蝶精》、《楚雲雪夜盜檀郎》、《枇杷山上英雄血》、《張巡殺妾饗三軍》等，其中余氏又以主演「紮腳戲」如《紮腳樊梨花》、《山東紮腳穆桂英》、《紮腳十三妹大鬧能仁寺》等粵劇而揚名梨園。戰後，除了光華劇團外，李少芸亦曾替覺光、覺華等劇團編寫粵劇劇本。 在1940年代後期至1950年代，李少芸與徐若呆及唐滌生在粵劇界齊名，歷史學家王賡武曾把三人並稱為當時香港粵劇的三大編劇家。 據撰曲人梁山人憶述，戰後粵劇編劇界又尤以唐滌生及李少芸二人平分秋色，其中前者多於油麻地普慶戲院為芳艷芬和紅線女等花旦開戲，後者則主要於上環高陞戲院為余麗珍開戲。因唐李二人皆為當年炙手可熱的名編劇，須為不同劇團編劇，屢屢分身乏術，故當時他們不少粵劇劇本均往往在二人認可的情況下，先向不同撰曲人如李願聞、龐秋華及梁山人交代故事及橋段梗概，後交由撰曲人代筆以配上曲調、撰寫對白甚至兼寫分場，但劇本最終定稿仍掛以唐李二人之名並予以公演。
除粵劇編劇外，李少芸也是一位活躍的粵劇班政家。1950年代，李少芸及余麗珍曾合力創辦及主理不同粵劇團，例如大鳳凰、大富貴、新景象、五福、麗春花、麗士、高陞樂等劇團，並先後與多位粵劇名伶合作，包括薛覺先、馬師曾、白玉堂、上海妹、關德興、梁無相、何非凡、任劍輝、麥炳榮、鳳凰女、林家聲等。 其中較主要的劇團包括以薛覺先、馬師曾、白玉堂、余麗珍、任劍輝等名伶擔綱演出的大鳳凰劇團，李氏所撰名劇包括《帝苑春心化杜鵑》（1951年）；於1956年成立，以余麗珍、黃超武、麥炳榮、鳳凰女、靚次伯等為主將的麗士劇團，其名劇包括《蟹美人》（1956年）；以及於1959年成立，以麥炳榮、鳳凰女、譚蘭卿、梁醒波、林家聲、陳好逑、黃千歲、靚次伯、少新權、白龍珠、阮兆輝等為主將的大龍鳳劇團，李氏所撰名劇則包括在大龍鳳、慶紅佳劇團雙班制時期所編撰之《蠻漢刁妻》及《十奏嚴嵩》。 1966年起，李少芸與由林家聲創辦的頌新聲劇團合作，並曾於1974年為該劇團編撰粵劇《連城璧》。該劇創作靈感源自林家聲、李少芸及粵劇花旦吳君麗等人遊覽長城的經歷，後由李氏以著名京劇歷史劇目《將相和》為骨幹並創作出《連城璧》劇本。 1977年，李氏又曾為頌新聲編撰《武松》，分短劇和全本兩個版本。 1979年，李氏再為該劇團編撰兩齣賀歲粵劇《仙侶奇緣》及《狄仁傑三打武元爽》。
至於電影方面，李少芸自1947年起開始兼涉粵語片電影編劇工作。直至1970年編寫最後一部電影劇本為止，李氏共計編寫了逾百部劇本，當中不少乃改編自他編撰的粵劇劇本，例如《光緒皇夜祭珍妃》（1952年）、《蟹美人》（1957年）、《風雨泣萍姬》（1963年）等。李氏也編撰了不少以東西宮鬥爭為劇情主軸的電影劇本，開創了「鍾無艷」和「無頭東宮」等粵劇神怪系列電影的先河。由於這些電影大多由余麗珍及李香琴主演，李少芸亦因而分別成功塑造了余麗珍「東宮娘娘」的可憐忠角幕前形象，以及李香琴「西宮娘娘」的陰險奸角幕前形象。
除了編劇，李少芸亦有參與電影監製工作。在1950及1960年代，他先後自資創辦了友利影片公司、大鳳凰影片公司及麗士影片公司。其中於1959年至1967年間，麗士出品了近百部電影，大多是由李少芸編劇及監製、並由余麗珍主演的粵劇電影，包括《金鳳斬蛟龍》（1961年）、《金鐧怒碎銀安殿》（1962年）、《金箭銀龍》（1964年）等。此外，麗士亦有出品時裝片，如《冷秋薇（上、下集）》（1963年）、《四兒女（上、下集）》（1964年）、《木屋沙甸魚》（1965年），以及麗士最後一部出品電影《賣當借》（1967年）等。 1960年代末，李少芸曾一度移居澳門，後於1970年回港並重組復興影業公司以拍攝彩色粵語片。 1970年，李少芸與司徒安一同負責編劇並由復興出品的粵語片《不敢回家的少女》，是李氏最後一部參與製作的電影作品。
1980年代退出演藝圈後，李少芸與家人移民加拿大多倫多。2002年7月21日，李氏於多倫多病逝。

## 家庭
李少芸與余麗珍於1940年代結婚後，育有兩子兩女。 1952年5月23日，李余二人離婚。 其後二人復婚；1960年代末至1970年代初，李余二人曾一度失和，並分別短暫移居澳門及美國。

## 部分粵劇作品
註：除特別註明外，以下粵劇資料主要出自岳清著作《花月總留痕——香港粵劇回眸（1930s-1970s）》（2019年）及《大龍鳳時代——麥炳榮、鳳凰女的粵劇因緣》（2022年）。
| 年分     | 劇名                     | 備註   |
| 1930年代 | 《歸來燕》               |        |
| 1930年代 | 《陌路蕭郎》             |        |
| 1930年代 | 《曹子建》               |        |
| 1930年代 | 《妒雨酸風》             |        |
| 1930年代 | 《再度劉郎》             |        |
| 1940年代 | 《風雨泣萍姬》           |        |
| 1940年代 | 《文素臣》               |        |
| 1940年代 | 《宏碧緣》               |        |
| 1940年代 | 《王寶釧》               |        |
| 1940年代 | 《北河會妻》             |        |
| 1940年代 | 《花街慈母》             |        |
| 1940年代 | 《趙飛燕》               |        |
| 1940年代 | 《燕子樓》               |        |
| 1940年代 | 《三月杜鵑魂》           |        |
| 1940年代 | 《淒涼姊妹碑》           |        |
| 1940年代 | 《斷腸姑嫂斷腸夫》       |        |
| 1940年代 | 《落花時節落花樓》       |        |
| 1950年   | 《光緒皇夜祭珍妃》       |        |
| 1951年   | 《帝苑春心化杜鵑》       |        |
| 1952年   | 《紅白牡丹花》           |        |
| 1952年   | 《真假武潘安》           |        |
| 1956年   | 《蟹美人》               |        |
| 1959年   | 《蠻漢刁妻》             |        |
| 1959年   | 《十奏嚴嵩》             |        |
| 1950年代 | 《新封神榜》             |        |
| 1950年代 | 《七彩蝴蝶精》           |        |
| 1950年代 | 《楚雲雪夜盜檀郎》       |        |
| 1950年代 | 《枇杷山上英雄血》       |        |
| 1950年代 | 《張巡殺妾饗三軍》       |        |
| 1950年代 | 《紮腳樊梨花》           |        |
| 1950年代 | 《山東紮腳穆桂英》       |        |
| 1950年代 | 《紮腳十三妹大鬧能仁寺》 |        |
| 1967年   | 《龍鳳爭掛帥》           |        |
| 1974年   | 《連城璧》               | [ 11 ] |
| 1977年   | 《武松》                 | [ 12 ] |
| 1979年   | 《仙侶奇緣》             | [ 13 ] |
| 1979年   | 《狄仁傑三打武元爽》     | [ 13 ] |

## 電影作品
註：以下電影資料主要出自香港影庫，作品皆為粵語片。
| 年分   | 片名                                     | 職銜                     | 備註                                   |
| 1947年 | 《三月杜鵑魂》                           | 編劇、故事               |                                        |
| 1949年 | 《大鬧粉粧樓》                           | 監製                     |                                        |
| 1949年 | 《淒涼姊妹花》                           | 故事                     |                                        |
| 1950年 | 《花街慈母》                             | 故事                     |                                        |
| 1950年 | 《月下琴挑淑婦魂》                       | 故事                     |                                        |
| 1950年 | 《蕩婦殺妾慘案》                         | 故事                     |                                        |
| 1950年 | 《落花時節落花樓》                       | 故事                     |                                        |
| 1950年 | 《新茶花女》                             | 編劇                     |                                        |
| 1950年 | 《五鼠鬧東京（第三集）》                 | 演員                     |                                        |
| 1950年 | 《斷腸姑嫂斷腸夫》                       | 監製                     |                                        |
| 1951年 | 《張君瑞情殺賈寶玉》                     | 監製                     |                                        |
| 1952年 | 《紅白牡丹花》                           | 故事                     |                                        |
| 1952年 | 《真假武潘安》                           | 編劇                     |                                        |
| 1952年 | 《光緒王夜祭珍妃》                       | 演員、編劇、監製、故事   | 與劉芳、陳雲一同編劇                   |
| 1955年 | 《戲王之王》                             | 編劇                     |                                        |
| 1956年 | 《狂風暴雨吊寒梅》                       | 故事                     |                                        |
| 1957年 | 《蟹美人（上集）》                       | 故事                     |                                        |
| 1957年 | 《蟹美人大鬧水晶宮》                     | 編劇                     |                                        |
| 1957年 | 《司馬相如》                             | 故事                     |                                        |
| 1957年 | 《無頭東宮救太子》                       | 編劇、故事               | 1957年香港電影《無頭東宮生太子》第三集 |
| 1957年 | 《紅鸞喜》                               | 編劇                     |                                        |
| 1958年 | 《七彩鍾無艷》                           | 編劇、音樂               |                                        |
| 1958年 | 《蟹仔夜祭蟹美人》                       | 編劇                     |                                        |
| 1958年 | 《紮腳劉金定》                           | 編劇                     |                                        |
| 1958年 | 《芙蓉恨》                               | 編劇                     |                                        |
| 1958年 | 《廣東順母橋》                           | 編劇、執行監製、原創故事 |                                        |
| 1958年 | 《女攝青鬼乞米養孤兒（上集）》           | 編劇、監製、故事         | 與馮志剛一同編劇                       |
| 1958年 | 《女攝青鬼乞米養孤兒（下集大結局）》     | 編劇、監製、故事         |                                        |
| 1959年 | 《三月杜鵑魂》                           | 編劇                     |                                        |
| 1959年 | 《四郎探母》                             | 編劇、監製               |                                        |
| 1959年 | 《楊八妹取金刀》                         | 編劇、監製               |                                        |
| 1959年 | 《山東紮腳穆桂英（上集）》               | 編劇、監製               |                                        |
| 1959年 | 《山東紮腳穆桂英（下集）（七彩胭脂將）》 | 編劇、監製               |                                        |
| 1959年 | 《妹仔王掛帥平西》                       | 編劇、監製、故事         |                                        |
| 1959年 | 《七彩鍾無艷（續集）》                   | 編劇                     |                                        |
| 1959年 | 《七彩鍾無艷（三集大結局）》             | 編劇                     |                                        |
| 1959年 | 《墓美人火燒棺材精（上集）》             | 編劇                     |                                        |
| 1959年 | 《墓美人火燒棺材精（下集大結局）》       | 編劇                     |                                        |
| 1959年 | 《三月杜鵑魂》                           | 編劇、故事               |                                        |
| 1959年 | 《神眼東宮認太子（上集）》               | 編劇                     |                                        |
| 1959年 | 《神眼東宮認太子（大結局）》             | 編劇                     |                                        |
| 1959年 | 《掃把精》                               | 監製                     |                                        |
| 1959年 | 《春風秋雨又三年》                       | 故事                     |                                        |
| 1960年 | 《金麒麟五福臨門》                       | 編劇                     |                                        |
| 1960年 | 《紮腳樊梨花》                           | 編劇                     |                                        |
| 1960年 | 《猩猩女飛馬斬魔龍（上集）》             | 編劇、監製、故事         |                                        |
| 1960年 | 《猩猩女飛馬斬魔龍（下集）》             | 編劇、監製、故事         |                                        |
| 1960年 | 《樊梨花掛帥罪子》                       | 編劇                     |                                        |
| 1960年 | 《飛龍太子劈石救銀妃》                   | 編劇、監製               |                                        |
| 1960年 | 《十三妹大鬧能仁寺》                     | 編劇、監製               |                                        |
| 1960年 | 《節婦斬情夫》                           | 編劇                     |                                        |
| 1960年 | 《七兒八女九狀詞》                       | 編劇、監製               |                                        |
| 1960年 | 《神鷹飛天俠》                           | 編劇、監製、電單車特技   |                                        |
| 1960年 | 《七彩金葉菊》                           | 編劇                     |                                        |
| 1960年 | 《女黑俠飛鵝嶺救夫》                     | 編劇、監製               |                                        |
| 1961年 | 《女飛俠紅姑》                           | 編劇                     |                                        |
| 1961年 | 《富貴花開鳳凰台》                       | 編劇                     |                                        |
| 1961年 | 《十年割肉養金龍》                       | 編劇                     |                                        |
| 1961年 | 《無頭正宮救子鬧金鑾》                   | 編劇、監製               |                                        |
| 1961年 | 《野龍怒碎金蛇塔》                       | 編劇、監製               |                                        |
| 1961年 | 《無頭女賣頭尋夫》                       | 編劇、監製               |                                        |
| 1961年 | 《神蛇飛虎救正宮》                       | 編劇、監製               |                                        |
| 1961年 | 《金鳳斬蛟龍》                           | 編劇、監製               |                                        |
| 1961年 | 《花蝴蝶三氣飛天貓》                     | 編劇、監製               |                                        |
| 1961年 | 《三宮六苑斬狐妃》                       | 編劇、監製               |                                        |
| 1961年 | 《八美審狀元》                           | 編劇、監製               |                                        |
| 1961年 | 《沉香太子毒龍潭救母（上集）》           | 編劇                     |                                        |
| 1961年 | 《沉香太子毒龍潭救母（下集）》           | 編劇                     |                                        |
| 1962年 | 《七鳳鬥魔龍》                           | 編劇、監製               |                                        |
| 1962年 | 《金鳳銀龍雙掛帥》                       | 編劇                     |                                        |
| 1962年 | 《望兒樓》                               | 編劇、監製               |                                        |
| 1962年 | 《金鐧怒碎銀安殿》                       | 編劇                     |                                        |
| 1962年 | 《平陽宮主替子受斬刑》                   | 編劇、監製               |                                        |
| 1962年 | 《羅成叫關》                             | 編劇                     |                                        |
| 1962年 | 《哪吒出世》                             | 編劇、監製               |                                        |
| 1962年 | 《哪吒劈天救母》                         | 編劇、監製               |                                        |
| 1962年 | 《銀合太子乞米告御狀》                   | 編劇                     |                                        |
| 1962年 | 《薛門七女將》                           | 編劇、監製               |                                        |
| 1962年 | 《哪吒三鬥紅孩兒》                       | 編劇、監製               |                                        |
| 1962年 | 《飛天雷震子》                           | 編劇                     |                                        |
| 1962年 | 《望夫亭》                               | 編劇                     |                                        |
| 1962年 | 《神眼峨眉尋太子》                       | 編劇、監製               |                                        |
| 1962年 | 《雙太子飛渡雁門關》                     | 編劇                     |                                        |
| 1963年 | 《七手八臂觀世音》                       | 編劇、監製               |                                        |
| 1963年 | 《玉龍太子出家》                         | 編劇                     |                                        |
| 1963年 | 《豹山神鶴劍》                           | 編劇、監製               |                                        |
| 1963年 | 《二郎神楊戩》                           | 編劇、監製               |                                        |
| 1963年 | 《白猿太子陰陽崖會母》                   | 編劇                     |                                        |
| 1963年 | 《兩個東宮爭太子》                       | 編劇、監製               |                                        |
| 1963年 | 《龍虎三女霸（上集）》                   | 編劇、監製               |                                        |
| 1963年 | 《龍虎三女霸（下集）》                   | 編劇、執行監製           |                                        |
| 1963年 | 《白蟒鬧龍》                             | 編劇、監製               |                                        |
| 1963年 | 《母子碑前鶼鰈淚》                       | 編劇、監製               |                                        |
| 1963年 | 《冷秋薇（上集）》                       | 編劇、監製               |                                        |
| 1963年 | 《冷秋薇（下集）》                       | 編劇、監製               | 與司徒安一同編劇                       |
| 1963年 | 《七彩寶蓮燈》                           | 編劇、監製               |                                        |
| 1963年 | 《天齊寺會母》                           | 編劇、監製               |                                        |
| 1963年 | 《金較剪（上集）》                       | 編劇、監製               |                                        |
| 1963年 | 《風雨泣萍姬》                           | 故事                     |                                        |
| 1964年 | 《金較剪完結篇》                         | 編劇、監製               |                                        |
| 1964年 | 《金箭銀龍》                             | 編劇、監製               |                                        |
| 1964年 | 《神鶴金鷹》                             | 編劇、監製               |                                        |
| 1964年 | 《龍江三虎（上集）》                     | 編劇、監製               |                                        |
| 1964年 | 《龍江三虎（下集）》                     | 編劇、監製               |                                        |
| 1964年 | 《七彩神火棒》                           | 編劇、監製               | 與梁山人一同編劇                       |
| 1964年 | 《四兒女（上集）》                       | 編劇、監製               | 與司徒安一同編劇                       |
| 1964年 | 《四兒女（下集大結局）》                 | 編劇、監製               |                                        |
| 1964年 | 《半張碌架床》                           | 編劇、監製               | 與梁山人一同編劇                       |
| 1964年 | 《荒唐四怪俠（上集）》                   | 編劇、監製               | 與梁山人一同編劇                       |
| 1964年 | 《荒唐四怪俠（下集大結局）》             | 編劇、監製               |                                        |
| 1964年 | 《三個正宮殺太子（上集）》               | 編劇、監製               | 與梁山人一同編劇                       |
| 1964年 | 《三個正宮殺太子（下集）》               | 編劇、監製               | 與梁山人一同編劇                       |
| 1964年 | 《騎樓底新娘》                           | 編劇、監製               |                                        |
| 1964年 | 《木屋沙甸魚》                           | 編劇、監製               |                                        |
| 1965年 | 《海底骷髏塔（上集）》                   | 編劇、監製               |                                        |
| 1965年 | 《海底骷髏塔（下集）》                   | 編劇、監製               |                                        |
| 1965年 | 《萍嫂（上集）》                         | 編劇、監製               | 與司徒安一同編劇                       |
| 1965年 | 《萍嫂（下集）》                         | 編劇、監製               | 與司徒安一同編劇                       |
| 1965年 | 《999神秘雙屍案》                        | 編劇、監製               | 與梁山人一同編劇                       |
| 1965年 | 《三姑嫂（上集）》                       | 編劇、監製               |                                        |
| 1965年 | 《三姑嫂（下集）》                       | 編劇、監製               |                                        |
| 1965年 | 《趙飛燕》                               | 編劇、監製               |                                        |
| 1965年 | 《999離奇三兇手》                        | 編劇、監製               | 與梁山人一同編劇                       |
| 1965年 | 《特務101》                              | 編劇、監製               |                                        |
| 1967年 | 《情俠鬧璇宮》                           | 編劇、監製               | 與梁山人一同編劇                       |
| 1967年 | 《龍鳳爭掛帥》                           | 編劇、監製               |                                        |
| 1967年 | 《李師師》                               | 編劇、監製               |                                        |
| 1967年 | 《教子殺父皇》                           | 編劇、監製               |                                        |
| 1967年 | 《飛哥跌落坑渠》                         | 編劇、監製               |                                        |
| 1967年 | 《賣當借》                               | 編劇、監製               |                                        |
| 1970年 | 《我永遠記著你》                         | 編劇、監製               | 與司徒安一同編劇                       |
| 1970年 | 《不敢回家的少女》                       | 編劇、監製               | 與司徒安一同編劇                       |

## 外部連結
- 李少芸在香港影庫上的簡介
- 李少芸在互联网电影资料库（IMDb）上的資料（英文）
- 李少芸在豆瓣上的资料（简体中文）